# Kenny Gattison
Kenneth Clay "Kenny" Gattison (Wilmington, Carolina del Norte, 23 de mayo de 1964) es un exjugador y entrenador de baloncesto estadounidense que disputó nueve temporadas en la NBA, además de jugar en la liga italiana y en la CBA. Con 2,03 metros de estatura, jugaba en la posición de ala-pívot.

## Trayectoria deportiva

### Universidad
Jugó durante cuatro temporadas con los Monarchs de la Universidad de Old Dominion, en las que promedió 13,3 puntos y 7,9 rebotes por partido. Se convirtió en el líder de la Sun Belt Conference en rebotes, con 963, figurando en la actualidad en la cuarta posición en su universidad. Sus 1.623 puntos le sitúan undécimo entre los mejores anotadores de los Monarchs. En 1985 y 1986 fue incluido en el mejor quinteto de la conferencia, proclamándose Jugador del Año en su última temporada.

### Profesional
Fue elegido en la quincuagésimo quinta posición del Draft de la NBA de 1986 por Phoenix Suns, donde en su primera temporada promedió 5,2 puntos y 3,5 rebotes por partido. Tras pasar prácticamente un año en blanco, es despedido por los Suns, fichando entonces por el Libertas Forlì de la liga italiana, donde juega una temporada en la que promedia 17,5 puntos y 9,6 rebotes por partido.
Regresa al año siguiente a su país, y tras pasar brevemente por los Quad City Thunder de la CBA, antes del comienzo de la temporada 1989-90 firma como agente libre por los Charlotte Hornets. En su nuevo equipo jugaría seis temporadas, alcanzando la titularidad únicamente en la temporada 1991-92, en la que promedió 12,7 puntos y 7,1 rebotes por partido.
En 1995 fue incluido en el Draft de Expansión que se celebró por la llegada de nuevos equipos a la liga, siendo elegido por los Vancouver Grizzlies, donde apenas jugó 25 partidos, en los que promedió 9,2 puntos y 4,6 rebotes. Al año siguiente fue traspasado a Orlando Magic a cambio de Jeff Turner, quienes a su vez lo enviaron a Utah Jazz junto con Brooks Thompson a cambio de Felton Spencer, pero los Jazz acabaron despidiéndole antes del inicio de la temporada, retirándose del baloncesto en activo.

### Entrenador
Tras retirarse, en 1996 fichó como entrenador asistente de los New Jersey Nets, donde permaneció tres temporadas, para posteriormente ejercer el mismo puesto en su alma mater, la Universidad de Old Dominion durante otras dos. En 2003 fichó por New Orleans Hornets, donde permanecería hasta 2009, para pasar a los Atlanta Hawks, equipo al que pertenece en la actualidad.

## Estadísticas de su carrera en la NBA

### Temporada regular
| Temporada | Edad | Equipo              | Liga | P   | TIT | MIN  | TC  | TCA | %TC  | 3P  | 3PA | %3P   | TL  | TLA | %TL  | R.OF. | R.DEF. | REB | ASIS | ROB | TAP | PER | FP  | PTS  |
| 1986-87   | 22   | Phoenix Suns        | NBA  | 77  | 14  | 14.3 | 1.9 | 4.0 | .476 | 0.0 | 0.0 | .000  | 1.4 | 2.2 | .632 | 1.1   | 2.4    | 3.5 | 0.5  | 0.3 | 0.4 | 1.1 | 2.3 | 5.2  |
| 1988-89   | 24   | Phoenix Suns        | NBA  | 2   | 0   | 4.5  | 0.0 | 0.5 | .000 | 0.0 | 0.0 |       | 0.5 | 1.0 | .500 | 0.0   | 0.5    | 0.5 | 0.0  | 0.0 | 0.0 | 0.0 | 1.0 | 0.5  |
| 1989-90   | 25   | Charlotte Hornets   | NBA  | 63  | 2   | 14.9 | 2.3 | 4.3 | .550 | 0.0 | 0.0 | 1.000 | 1.2 | 1.7 | .682 | 1.2   | 1.9    | 3.1 | 0.6  | 0.6 | 0.5 | 1.1 | 2.4 | 5.9  |
| 1990-91   | 26   | Charlotte Hornets   | NBA  | 72  | 6   | 21.6 | 3.4 | 6.3 | .532 | 0.0 | 0.0 | .000  | 2.3 | 3.4 | .661 | 1.9   | 3.4    | 5.3 | 0.6  | 0.7 | 0.9 | 1.4 | 2.9 | 9.0  |
| 1991-92   | 27   | Charlotte Hornets   | NBA  | 82  | 71  | 27.1 | 5.2 | 9.7 | .529 | 0.0 | 0.0 | .000  | 2.4 | 3.5 | .688 | 2.2   | 4.9    | 7.1 | 1.6  | 0.7 | 0.8 | 1.7 | 3.3 | 12.7 |
| 1992-93   | 28   | Charlotte Hornets   | NBA  | 75  | 5   | 19.7 | 2.7 | 5.1 | .529 | 0.0 | 0.0 | .000  | 1.4 | 2.3 | .604 | 1.4   | 3.3    | 4.7 | 0.9  | 0.6 | 0.7 | 0.9 | 3.2 | 6.8  |
| 1993-94   | 29   | Charlotte Hornets   | NBA  | 77  | 18  | 21.4 | 3.0 | 5.8 | .524 | 0.0 | 0.0 |       | 1.6 | 2.5 | .646 | 1.4   | 3.3    | 4.6 | 1.2  | 0.8 | 0.6 | 1.0 | 3.0 | 7.7  |
| 1994-95   | 30   | Charlotte Hornets   | NBA  | 21  | 0   | 19.5 | 2.2 | 4.8 | .470 | 0.0 | 0.0 | .000  | 1.5 | 2.4 | .608 | 1.0   | 2.6    | 3.6 | 0.8  | 0.3 | 0.7 | 1.0 | 3.0 | 6.0  |
| 1995-96   | 31   | Vancouver Grizzlies | NBA  | 25  | 14  | 22.8 | 3.6 | 7.6 | .479 | 0.0 | 0.0 |       | 1.9 | 3.1 | .603 | 1.4   | 3.2    | 4.6 | 0.6  | 0.4 | 0.4 | 1.6 | 3.0 | 9.2  |
| Total     |      |                     | NBA  | 494 | 130 | 20.1 | 3.1 | 6.0 | .520 | 0.0 | 0.0 | .083  | 1.7 | 2.6 | .649 | 1.5   | 3.2    | 4.7 | 0.9  | 0.6 | 0.7 | 1.2 | 2.9 | 7.9  |

### Playoffs
| Temp.   | Edad | Equipo            | Liga | P  | MIN | TCA | TC | 3PA | 3P | TLA | TL | R.OF. | REB | ASIS | ROB | TAP | PER | FP | PTS | %TC  | %3P | %FT  | MIN  | PTS | REB | AST |
| 1992-93 | 28   | Charlotte Hornets | NBA  | 9  | 187 | 22  | 46 | 0   | 0  | 9   | 21 | 19    | 39  | 11   | 5   | 1   | 7   | 18 | 53  | .478 |     | .429 | 20.8 | 5.9 | 4.3 | 1.2 |
| 1994-95 | 30   | Charlotte Hornets | NBA  | 4  | 58  | 5   | 8  | 0   | 0  | 5   | 8  | 5     | 12  | 2    | 2   | 0   | 5   | 16 | 15  | .625 |     | .625 | 14.5 | 3.8 | 3.0 | 0.5 |
| Total   |      |                   | NBA  | 13 | 245 | 27  | 54 | 0   | 0  | 14  | 29 | 24    | 51  | 13   | 7   | 1   | 12  | 34 | 68  | .500 |     | .483 | 18.8 | 5.2 | 3.9 | 1.0 |